# Eurocéphale de Rüppell
Eurocephalus ruppelli
Espèce
Synonymes
- Eurocephalus rueppelli

Statut de conservation UICN

 LC  : Préoccupation mineure
L’Eurocéphale de Rüppell (Eurocephalus ruppelli) est une espèce de passereaux de la famille des Laniidae. C'est une espèce de pie-grièche des régions semi-désertiques d'épineux secs de broussailles d'acacias en Afrique de l'Est du sud-est du Soudan et du sud de l'Éthiopie jusqu'à la Tanzanie. Son épithète spécifique commémore le naturaliste allemand et explorateur Eduard Rüppell.

## Description
L'Eurocéphale de Rüppell est un grand passereau de 19 à 23 cm de long. L'adulte a une couronne et le croupion blancs, une bande noire au niveau des yeux, le dos brun, les ailes et la queue noires. La gorge, la poitrine et le ventre sont blancs et les flancs sont bruns. Les sexes sont similaires mais les jeunes ont une couronne brune, les côtés de la tête blancs et la poitrine grise. Le vol est semblable à celui du perroquet.

## Sous-espèces
Plusieurs sous-espèces ont été décrites, mais il existe de grandes variations individuelles dans le plumage. Bien que les oiseaux de la région nord soient plus grands que ceux du sud, la différence est minime et l'Eurocéphale de Rüppell peut être considéré comme monotypique.

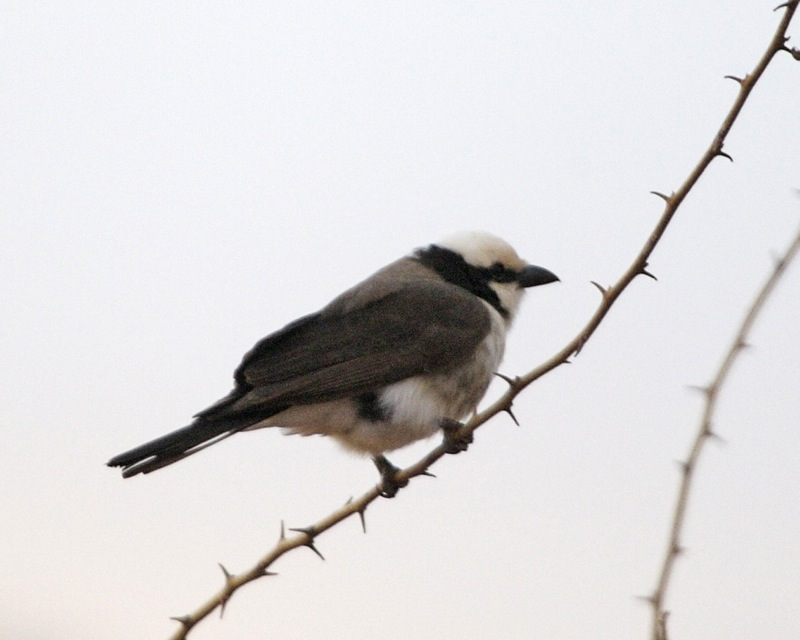
Individu au Kenya
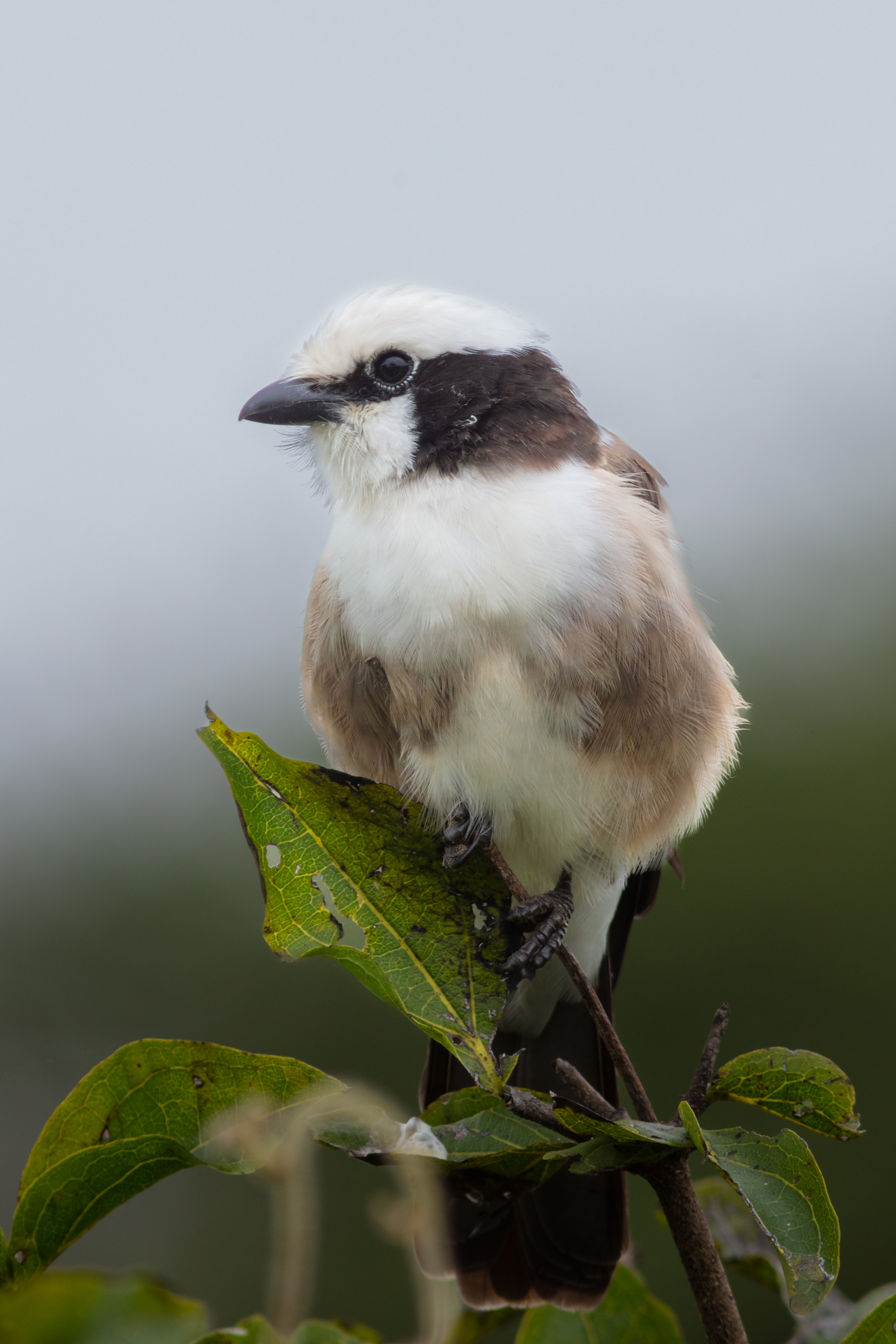
Individu en Tanzanie

## Comportement
L'Eurocéphale de Rüppell est un oiseau grégaire qui vit en groupes de jusqu'à 12 oiseaux. Il chasse perché sur une branche qui lui sert de poste d'observation. Il se nourrit généralement de gros insectes, habituellement attrapés sur le sol. Il va également se nourrir sur le dos des grands mammifères, comme les piquebœufs et, parfois, se nourrit de fruits tombés au sol.
Les appels sont des cris et jacassements aigus, comme "kek-kek" et "chee-chee".

## Reproduction
Le nid, très soigné, en forme de coupe, à paroi épaisse est construit à partir d'herbes et de toiles d'araignée dans une fourche d'arbre située de 4 à 6 m au-dessus du sol. Les deux à quatre œufs lilas ou blancs sont marbrés de gris, violet ou brun. Il est probable que l'élevage des petits se fait en commun, étant donné les habitudes grégaires de cette espèce et le mose d'élevage des petits de son proche cousin, l'Eurocéphale à couronne blanche.